# Thomas Jay Ryan
Thomas Jay Ryan (29 de agosto de 1962, Auckland, Nova Zelândia) é um ator de teatro estadunidense o qual também atuou no filme Henry Fool (1997).

## Histórico
Ryan frequentou a Carnegie Mellon University e trabalhou em teatros de prestígio, tais como o Guthrie Theater em Minneapolis e o Yale Repertory Theatre em New Haven. Além disso, trabalhou com o dramaturgo avante-garde Richard Foreman e interpretou papéis que vão desde Drácula até Degas. No cinema, fez o personagem-título em Henry Fool (1997), bem como participou de outras produções tais como Teknolust, Eternal Sunshine of the Spotless Mind, Strange Culture e na seqüência de Henry Fool' (2007), Fay Grim.